# Magia w blasku księżyca
Magia w blasku księżyca (ang. Magic in the Moonlight) – amerykański komediodramat z 2014 roku w reżyserii Woody’ego Allena. Film wyprodukowany został przez wytwórnię Sony Pictures Classics. Zdjęcia kręcono w Londynie oraz na francuskim Lazurowym Wybrzeżu (w Nicei, Antibes, Juan-les-Pins, Le Muy, Saint-Raphaël, Mentonie, Mouans-Sartoux i Vence).
Premiera filmu miała miejsce 25 lipca 2014 roku w Stanach Zjednoczonych. Na ekrany polskich kin obraz wszedł 22 sierpnia 2014 roku.

## Opis fabuły
Akcja filmu rozgrywa się w Berlinie w roku 1928. Słynny chiński iluzjonista Wei Ling Soo zachwyca publiczność swoimi kolejnymi występami. W rzeczywistości magik to arogancki Brytyjczyk, Stanley Crawford (Colin Firth). Pewnego dnia po spektaklu odwiedza go w garderobie kolega po fachu, Howard Burkan (Simon McBurney), i namawia, by Stanley wybrał się z nim na Lazurowe Wybrzeże. Tam, w posiadłości bogatej angielskiej rodziny Catledge'ów, mieszka młoda Sophie Baker (Emma Stone), która podaje się za medium. Według Howarda kobieta omotała panią domu, niedawno owdowiałą Grace (Jacki Weaver), która wierzy, że Sophie kontaktuje się z jej zmarłym mężem. Na dodatek syn Grace, Brice (Hamish Linklater), jest szaleńczo zakochany w jasnowidzce i zamierza się jej wkrótce oświadczyć. Crawford podejmuje się zdemaskowania rzekomej oszustki i przedstawia się Catledge'om jako biznesmen. Obserwuje Sophie podczas seansów spirytystycznych i spędza z nią coraz więcej czasu, przekonany, że przyłapie ją w końcu na nieuczciwości. Tymczasem, ku swojemu zaskoczeniu, zaczyna ulegać jej urokowi.

## Obsada
Źródło: Filmweb
- Emma Stone jako Sophie Baker
- Colin Firth jako Stanley Crawford[5]
- Marcia Gay Harden jako pani Baker[6]
- Hamish Linklater jako Brice
- Jacki Weaver jako Grace[6]
- Eileen Atkins jako ciocia Vanessa
- Simon McBurney jako Howard Burkan
- Catherine McCormack jako Olivia
- Erica Leerhsen jako Caroline
- Jeremy Shamos jako George

i inni.